# José Antonio Fernández Castellano
José Antonio Fernández Castellano, detto Joselito (Cadice, 1º marzo 1991), è un giocatore di calcio a 5 spagnolo.

## Carriera
Joselito ha disputato, con la Nazionale di calcio a 5 della Spagna, il campionato europeo 2018, concluso dalle furie rosse al secondo posto alle spalle del Portogallo.

## Palmarès

### Competizioni nazionali
- Campionato spagnolo: 2
Barcellona: 2018-19, 2020-21
- Coppa di Spagna: 2
Barcellona: 2018-19, 2019-20
- Coppa del Re: 3
Barcellona: 2017-18, 2018-19, 2019-20
- Supercoppa di Spagna: 1
Barcellona: 2019

### Competizioni internazionali
- UEFA Champions League: 1
Barcellona: 2019-20